# Diócesis de Subotica
La diócesis de Subotica (en latín: Dioecesis Suboticana, en serbocroata: Subotička biskupija y en serbio: Суботичка бискупија) es una circunscripción eclesiástica latina de la Iglesia católica en Serbia, sufragánea de la arquidiócesis de Belgrado.

## Territorio y organización

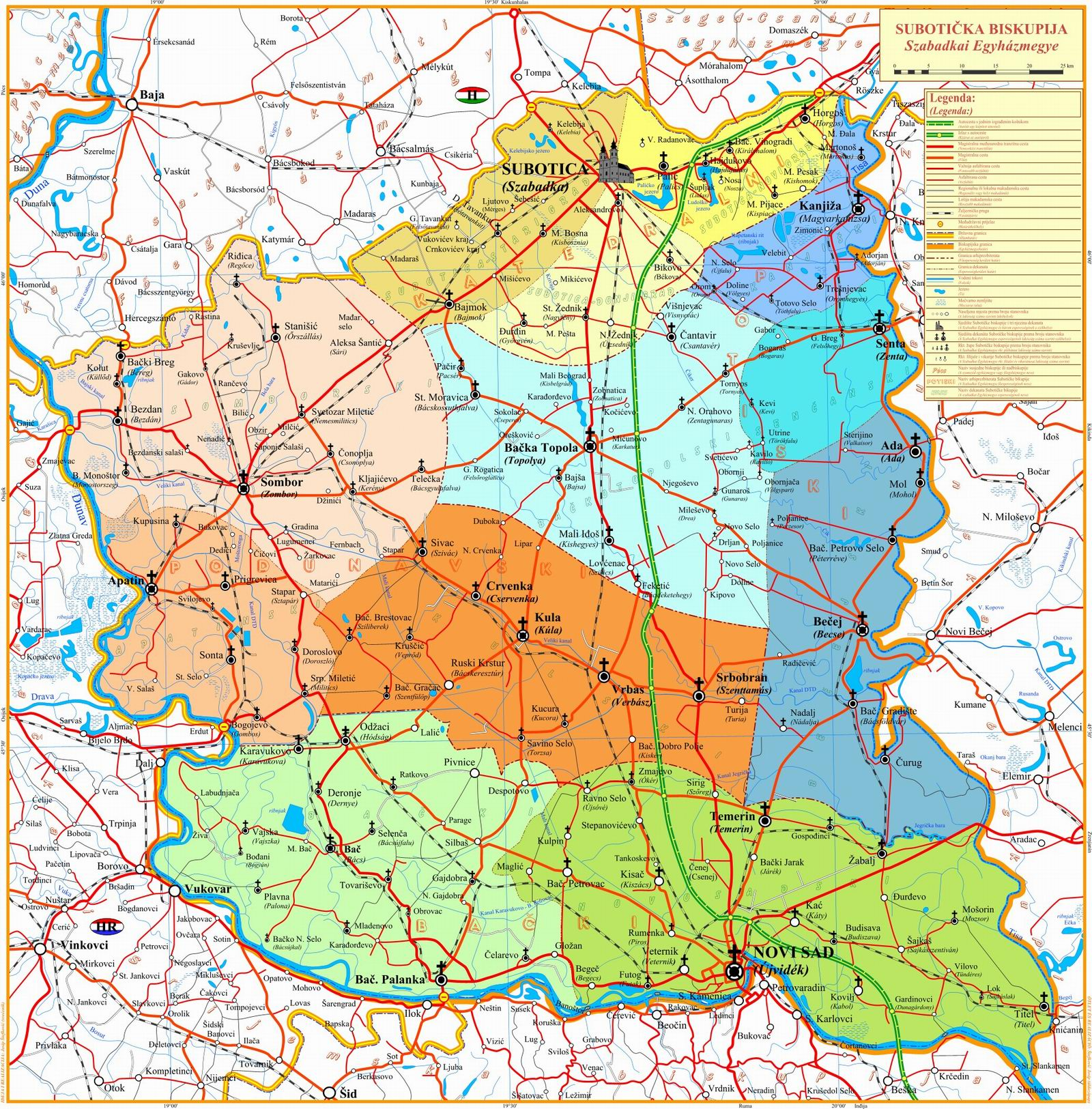
Mapa de los decanatos de la diócesis de Subotica

La diócesis extiende su jurisdicción sobre los fieles católicos de rito latino residentes en la región de Bačka en la provincia autónoma de Voivodina.
La sede de la diócesis se encuentra en la ciudad de Subotica, en donde se halla la Catedral de Santa Teresa de Ávila.
En 2020 la diócesis estaba dividida en 114 parroquias. 

## Historia
En la antigüedad el territorio de la diócesis estaba incluido en la diócesis de Sirmio, que durante algún tiempo, quizás con motivo de algunas invasiones, tuvo su sede en Bač.
La arquidiócesis de Bač o Bačka fue erigida por el rey Ladislao I de Hungría en 1090. El documento de fundación de la diócesis de Zagreb en el siglo XI menciona a Fabián como arzobispo de Bač. En 1135 se unió a la arquidiócesis de Kalocsa, pasando a ser la arquidiócesis de Kalocsa y Bač. Los arzobispos establecieron sus sede alternativamente en Bač y en Kalocsa y ambas ciudades tenían su propia catedral.
El territorio sufrió la ocupación del Imperio otomano, que llevó a la destrucción de todos los monasterios y casi todos los monumentos cristianos. La parte de la arquidiócesis que estaba fuera de las fronteras otomanas registró un desarrollo, hasta la Batalla de Mohács en 1526. A lo largo del período otomano el territorio estuvo habitado por croatas católicos y serbios ortodoxos, con una pequeña minoría de húngaros católicos.
Después de la Batalla de Zenta y la Paz de Karlowitz en 1699, se logró la liberación completa del territorio de la arquidiócesis con la expulsión de los otomanos y sólo la parte de Kalocsa registró la renovación. La parte de Bačka se recuperó menos y estuvo cada vez más poblada por la población ortodoxa serbia, además, ni el capítulo catedralicio ni la catedral fueron restablecidos. La arquidiócesis todavía se llamaba Kalocsa y Bač, pero los arzobispos comenzaron a firmar solo como arzobispos de Kalocsa. La despoblación de la región generó la llegada de población católica croata; hasta entonces había pocos fieles católicos entre la población local y la mayoría de los creyentes eran húngaros. En el siglo XVII emigraron al área de la parte de Bačka de la arquidiócesis de Kalocsa y Bač, húngaros, alemanes y eslovacos, que aún hoy dan a la diócesis una variada composición étnica. 
Luego del Tratado de Trianón de 1918, que puso fin al Imperio austrohúngaro,  dos tercios de la antigua arquidiócesis de Kalocsa y Bač pasaron a pertenecer al Reino de los Serbios, Croatas y Eslovenos. Dado que la arquidiócesis estaba dividida por fronteras estatales y el contacto directo con el obispo de Kalocsa se volvió casi imposible, la Santa Sede erigió la administración apostólica de la Bačka yugoslava con sede en Subotica el 10 de febrero de 1923, para los territorios de la arquidiócesis de Kalocsa que pertenecían al Reino de Yugoslavia. Desde entonces hasta la Segunda Guerra Mundial, se construyeron muchas iglesias nuevas y el seminario Paulinum.
Durante la Segunda Guerra Mundial Hungría anexó la región entre 1941 y 1944 y la administración apostólica de Bačka quedó bajo el control de la arquidiócesis de Kalocsa, aunque conservando su independencia administrativa. Al mismo tiempo, perdió un tercio de sus creyentes y muchas iglesias se quedaron sin sacerdotes. El obispo Lajlo Budanović pasó la mayor parte de la guerra en una prisión en Budapest. Al finalizar la guerra el área de Voivodina quedó dentro de la República Federal Popular de Yugoslavia y la persecución de los alemanes provocó una pérdida de creyentes católicos. Unas 30 parroquias alemanas quedaron sin fieles ni sacerdotes.
El 25 de enero de 1968, en virtud de la bula Praeclarissima Pauli del papa Pablo VI, la administración apostólica fue elevada a la categoría de diócesis y tomó su nombre actual.
En los años de 1980 y 1990 debido a la emigración de los católicos croatas a raíz del nacionalismo serbio, la diócesis perdió alrededor de una cuarta parte de sus fieles.

## Episcopologio
- Lajlo Budanović † (28 de febrero de 1927-16 de marzo de 1958; falleció)
- Matija Zvekanović † (1958-25 de abril de 1989; retirado)
- János Pénzes (25 de abril de 1989-8 de septiembre de 2020; retirado)
- Slavko Večerin † (8 de septiembre de 2020-26 de agosto de 2022; falleció)

## Estadísticas
De acuerdo al Anuario Pontificio 2021 la diócesis tenía a fines de 2020 un total de 238 000 fieles bautizados.
| Año                                                                             | Población            | Población | Población      | Sacerdotes | Sacerdotes    | Sacerdotes    | Bautizados por sacerdote | Diáconos permanentes | Religiosos | Religiosos | Parroquias |
| Año                                                                             | Bautizados católicos | Total     | % de católicos | Total      | Clero secular | Clero regular | Bautizados por sacerdote | Diáconos permanentes | Varones    | Mujeres    | Parroquias |
| ------------------------------------------------------------------------------- | -------------------- | --------- | -------------- | ---------- | ------------- | ------------- | ------------------------ | -------------------- | ---------- | ---------- | ---------- |
| 1970                                                                            | 415 000              | 1 100 000 | 37.7           | 103        | 91            | 12            | 4029                     |                      | 18         | 255        | 112        |
| 1980                                                                            | 385 000              | 1 100 000 | 35.0           | 123        | 106           | 17            | 3130                     |                      | 24         | 198        | 113        |
| 1990                                                                            | 363 920              | 1 265 000 | 28.8           | 17         | 3             | 14            | 21 407                   |                      | 20         | 134        | 116        |
| 1999                                                                            | 315 187              | 1 152 657 | 27.3           | 99         | 88            | 11            | 3183                     | 1                    | 16         | 95         | 116        |
| 2000                                                                            | 314 743              | 1 151 012 | 27.3           | 100        | 89            | 11            | 3147                     | 3                    | 16         | 87         | 116        |
| 2001                                                                            | 315 100              | 1 150 872 | 27.4           | 101        | 90            | 11            | 3119                     | 5                    | 15         | 87         | 114        |
| 2002                                                                            | 312 597              | 1 145 253 | 27.3           | 100        | 88            | 12            | 3125                     | 6                    | 16         | 86         | 114        |
| 2003                                                                            | 311 039              | 1 098 223 | 28.3           | 100        | 88            | 12            | 3110                     | 6                    | 16         | 81         | 114        |
| 2004                                                                            | 305 177              | 1 079 889 | 28.3           | 102        | 90            | 12            | 2991                     | 6                    | 16         | 79         | 114        |
| 2010                                                                            | 289 591              | 1 012 821 | 28.6           | 113        | 102           | 11            | 2562                     | 10                   | 14         | 64         | 114        |
| 2014                                                                            | 267 571              | 1 003 415 | 26.7           | 109        | 100           | 9             | 2454                     | 1                    | 11         | 58         | 114        |
| 2017                                                                            | 255 000              | 975 000   | 26.2           | 102        | 96            | 6             | 2500                     | 12                   | 10         | 52         | 114        |
| 2020                                                                            | 238 000              | 948 000   | 25.1           | 116        | 108           | 8             | 2051                     | 10                   | 11         | 40         | 114        |
| Fuente: Catholic-Hierarchy, que a su vez toma los datos del Anuario Pontificio. |                      |           |                |            |               |               |                          |                      |            |            |            |